# Triangolo ortico
In geometria si definisce triangolo ortico, dato un triangolo ABC, la figura che si ottiene tracciando i tre segmenti che congiungono a due a due i piedi delle tre altezze del triangolo dato. Il triangolo ortico è pertanto sia il triangolo ceviano che il triangolo pedale dell'ortocentro del triangolo ABC .
Il triangolo ortico di un triangolo rettangolo si riduce alla sua altezza relativa all'ipotenusa.
Il triangolo ortico di un triangolo T è contenuto interamente in T se e solo se T non è un triangolo ottusangolo: in tal caso i vertici del triangolo ortico che cadono sulle rette che prolungano i lati dell'angolo ottuso sono esterni a T.